# Me and Your Mama
Me and Your Mama è il primo singolo del rapper statunitense Childish Gambino, estratto dall'album Awaken, My Love!. Il brano è uscito il 10 novembre 2016. La canzone parla di una relazione ed è dedicata al figlio, nato poco prima che uscisse la canzone.